# 프로이센 과학 아카데미

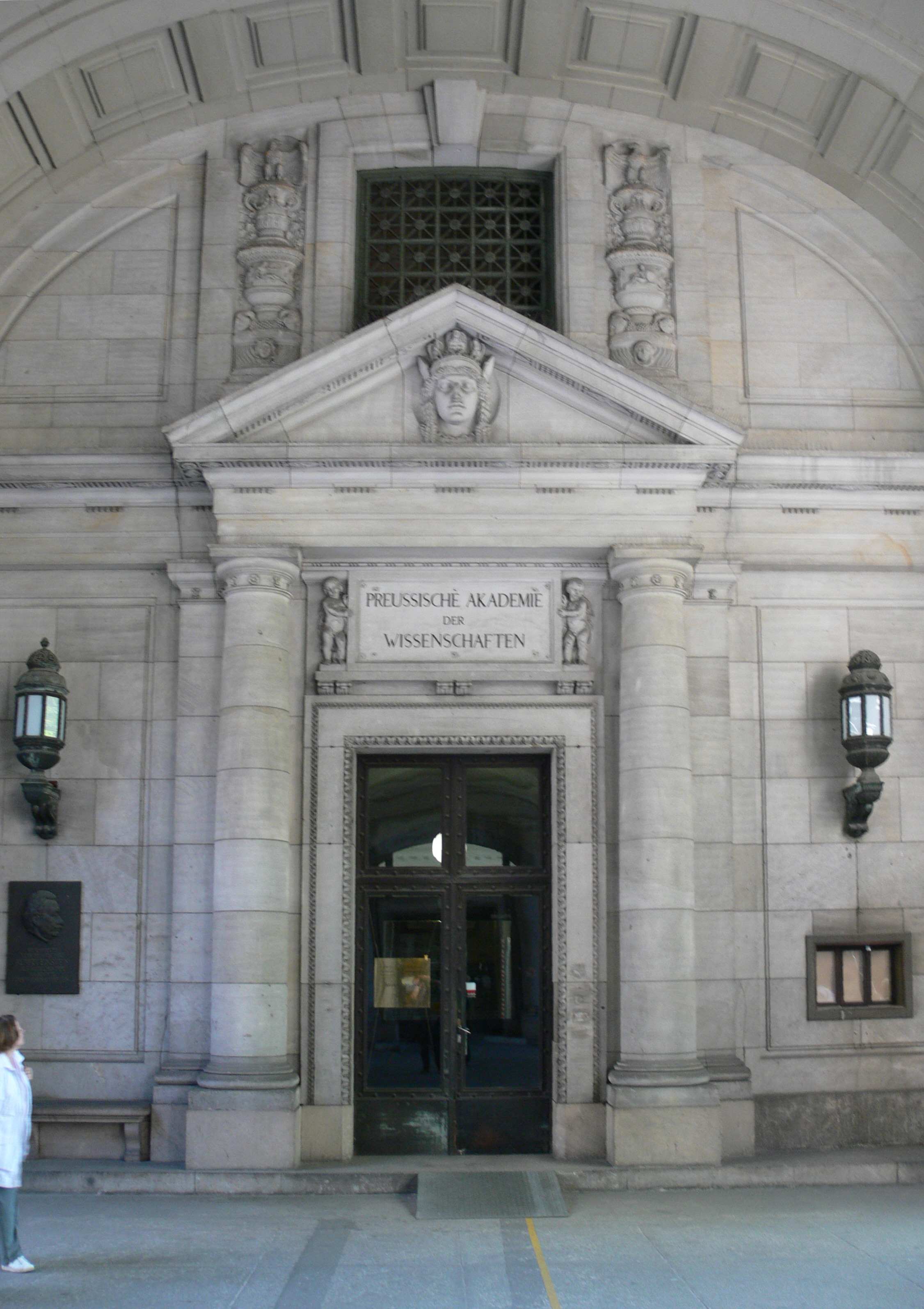
구 프로이센 과학아카데미 청사. 현재는 베를린 주립도서관으로 사용중이다.

프로이센 왕립 과학아카데미(독일어: Königlich-Preußische Akademie der Wissenschaften 쾨니히리히프로이시셰 아카데미 데어 바이센샤프텐[*])은 1700년 7월 11일 베를린에 설치된 과학학회이다.
본래 브란덴부르크 선제후 프리드리히 1세가 가 "브란덴부르크 선제후립 과학학회(Kurfürstlich Brandenburgische Societät der Wissenschaften)"라는 이름으로 설립하고 고트프리트 라이프니츠를 학회장으로 임명했다. 다른 나라의 학회들과 달리 프로이센 과학학회는 국고의 직접 지원을 받지 않았다. 프리드리히 1세는 학회가 브란덴부르크의 달력을 독점 생산 및 전매하도록 허하여 이를 자금으로 삼게 했다. 프리드리히 1세가 1701년 외공내왕의 형식으로 프로이센 국왕이 되어 프로이센 왕국이 출범하자 학회는 "왕립 프로이센 과학학회(Königlich Preußische Sozietät der Wissenschaften)"로 개칭했다. 1710년, 자연과학과 인문학 부문이 분리되었다.